# Macea, Arad
Macea (în maghiară: Mácsa, în germană: Matscha) este satul de reședință al comunei cu același nume din județul Arad, Crișana, România. Se află la doar câțiva kilometri de orașul Curtici, fiind renumită pentru cultura roșiilor.

## Geografie
Satul Macea este situat în Câmpia Crișurilor, la distanță egală de râurile Mureș și Crișul Alb, la doar 25 km de municipiul Arad.

## Istoric
Satul Macea este atestat documentar pentru prima dată în anul 1380.
A făcut parte din teritoriul vestic al fostului Comitat al Zărandului și, mai tîrziu, în perioada ocupației otomane, din sangeacul Zărand. După Pacea de la Karlowitz (1699) și cea de la Passarowitz (1718), domeniul de la Macea va intra în posesia familiei Edelspacher. Mai târziu, membrii familiei o vor dona unei alte familii nobiliare, sârbești, anume Csernovics. Începând cu anul 1724 începe construcția unei reședințe nobiliare, prin reabilitarea unui vechi conac. În 1820, în vecinătatea conacului se pornește construcția actualului castel. După 1862 moșia ajunge în proprietatea contelui maghiar Karolyi Gyorgy de Nagy Karolyi care între 1862-1886 va ridica o nouă aripă castelului, în stil francez. Tot de pe atunci se începe organizarea grădinii din jurul castelului. După 1890 Macea și Curticiul sunt arondate cercului pretorial al Aradului. După Tratatul de la Trianon granița este fixată la 2 kilometri de comună, la nord-vest. Începând cu 1925 Macea a aparținut de plasa administrativă Sfânta Ana (Sântana).

## Demografie
1849-1941 locuitori
1862-2718 locuitori
1890-3696 locuitori
1900-2703 locuitori
1948-4417 locuitori
1972-7633 locuitori
2007-6169 locuitori

## Economie
Economia cunoaște în prezent o dinamică puternică, cu creșteri importante semnalate în toate sectoarele de activitate. Zootehnia, în special ramura economică axată pe creșterea bovinelor și porcinelor, este
responsabilă de implementarea în zonă a unor unități aparținătoare industriei alimentare.

## Turism
Dintre obiectivele turistice cele mai importante sunt: 
- Rezervația naturală Arboretul Macea în suprafață de 20,5 ha.,
- Castelul Csernovics - monument de arhitectură cu valoare de patrimoniu național, datat din secolul al XIX-lea,
- Ștrandul,
- Grădina Botanică,
- Salonul expozițional de caricatură.

## Evenimente anuale
Festivalul Păradaicilor
Festivalul Părădăicilor este un eveniment tradițional dedicat roșiilor locale, numite „părădăici” în graiul bănățean. Se organizează anual pentru a celebra tradiția agricolă a zonei, promovând produsele locale, cultura și comunitatea. Festivalul include târguri, spectacole folclorice și activități pentru toate vârstele, transformând Macea într-un punct de atracție estival.

Festivalul "Gura Satului"
Festivalul „Gura Satului” este un eveniment cultural de tradiție, dedicat satirii și umorului popular românesc organizat bianual. Inițiat în 1982, festivalul promovează arta umorului prin spectacole de teatru satiric, caricatură și concursuri de interpretare, reunind participanți din întreaga țară și chiar din străinătate. „Gura Satului” păstrează vie tradiția spiritului critic și a umorului sătesc, oferind publicului o experiență autentică, creativă și plină de voie bună.

Școala de vară de Software Liber „Informatica la Castel”
Începând din 2003 Castelul Cernovici găzduiește „Informatica la Castel” (anterior intitulată seminarul „Linux și Medii Virtuale de Instruire”, LVLE), o școală de vară anuală despre Software liber, organizată de Universitatea de Vest „Vasile Goldiș” din Arad și ARLUG Arhivat în 24 septembrie 2011, la Wayback Machine., grupul utilizatorilor GNU/Linux din Arad.

## Personalități
- Hans Fackelmann (1933-1979), arhitect, vicepreședintele Uniunii Arhitecților din România (1970-1979).

## Galerie de imagini

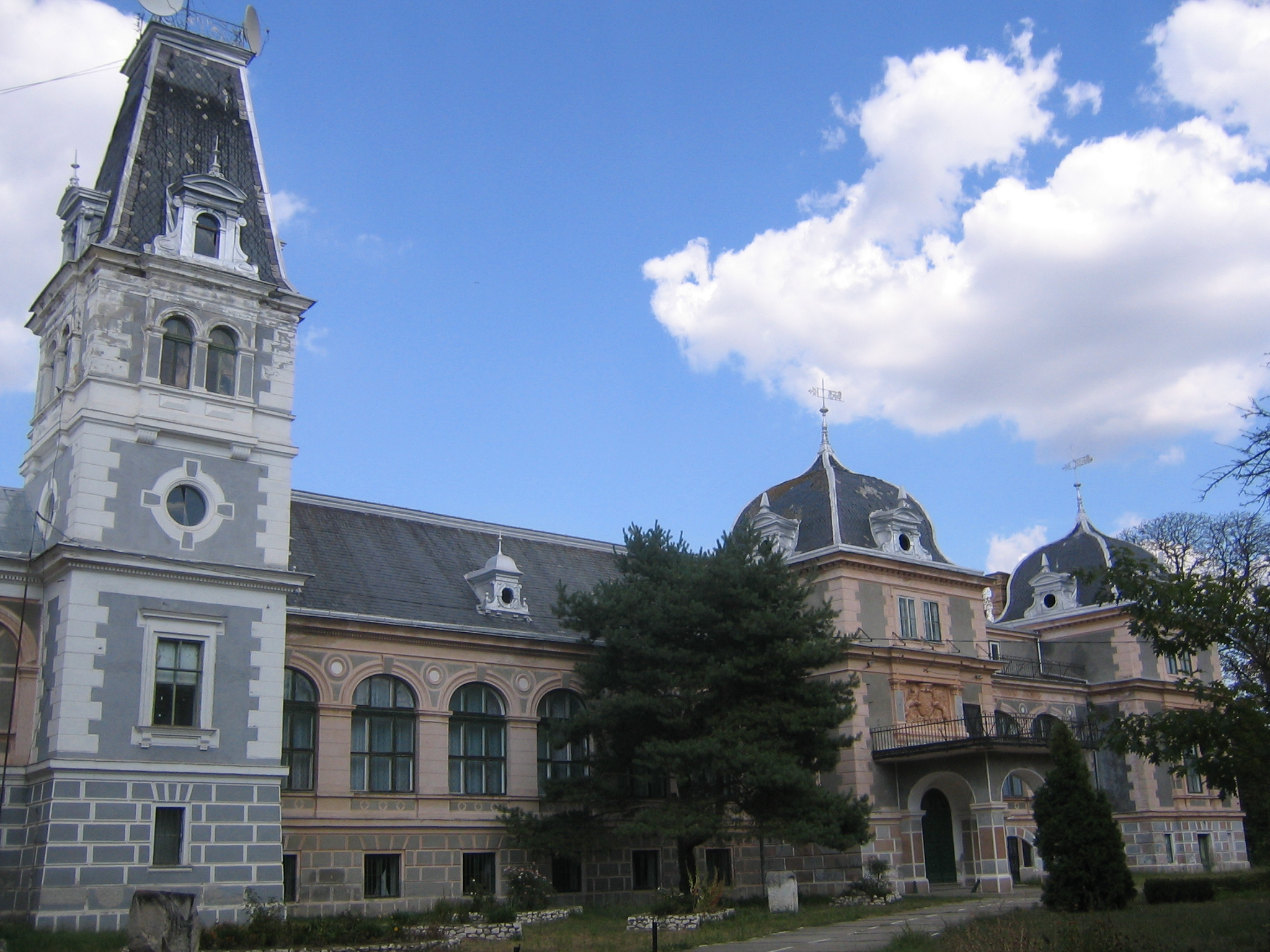
Castelul Cernovici
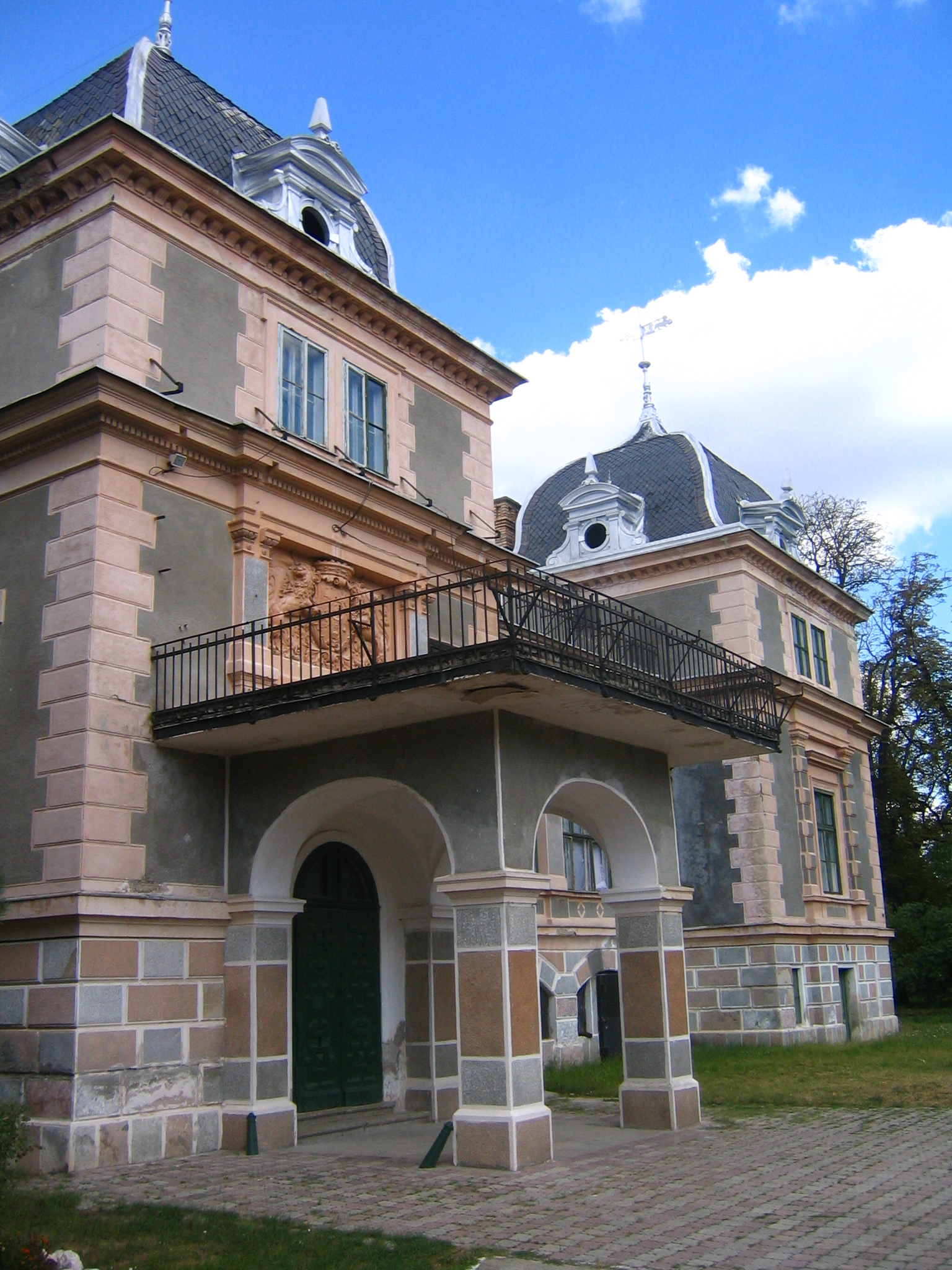
Castelul Cernovici
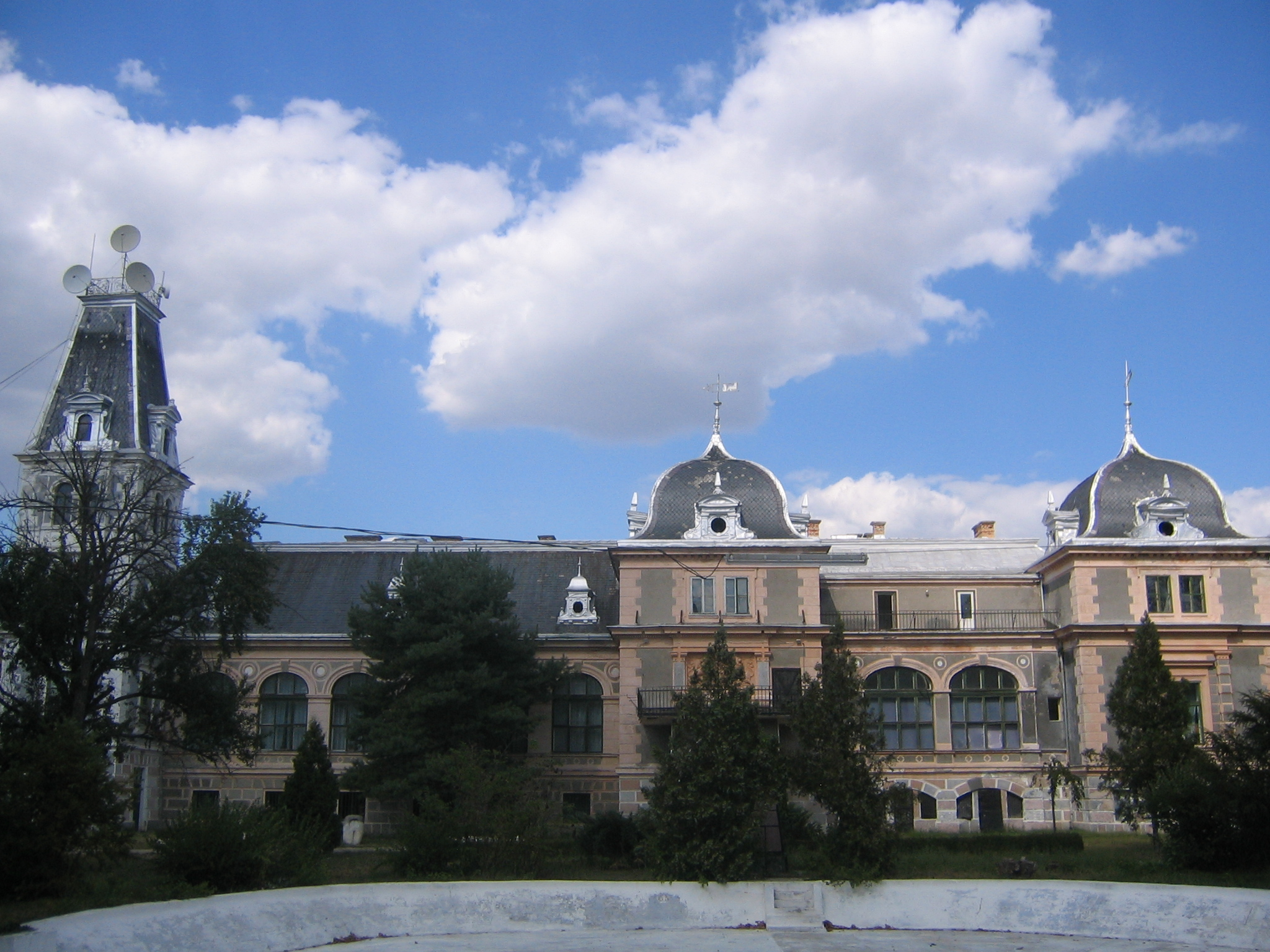
Castelul Cernovici